# Гамбург (округ Марафон, Вісконсин)
Гамбург (англ. Hamburg) — місто (англ. town) в США, в окрузі Марафон штату Вісконсин. Населення — 827 осіб (2020).

## Демографія
Згідно з переписом 2010 року, у місті мешкало 918 осіб у 322 домогосподарствах у складі 266 родин. Було 341 помешкання
Расовий склад населення:
| - 97,7 % — білих - 0,3 % — корінних американців - 1,6 % — осіб інших рас |

До двох чи більше рас належало 0,3 %. Частка іспаномовних становила 2,1 % від усіх жителів.
За віковим діапазоном населення розподілялося таким чином: 26,1 % — особи молодші 18 років, 60,7 % — особи у віці 18—64 років, 13,2 % — особи у віці 65 років та старші. Медіана віку мешканця становила 40,9 року. На 100 осіб жіночої статі у місті припадало 103,1 чоловіків;  на 100 жінок у віці від 18 років та старших — 104,2 чоловіків також старших 18 років.
Середній дохід на одне домашнє господарство  становив 97 026 доларів США (медіана — 73 295), а середній дохід на одну сім'ю — 108 586 доларів (медіана — 79 583). Медіана доходів становила 43 250 доларів для чоловіків та 35 179 доларів для жінок. За межею бідності перебувало 1,1 % осіб, у тому числі 0,0 % дітей у віці до 18 років та 0,0 % осіб у віці 65 років та старших.
Цивільне працевлаштоване населення становило 551 особа. Основні галузі зайнятості: виробництво — 25,4 %, освіта, охорона здоров'я та соціальна допомога — 22,1 %, сільське господарство, лісництво, риболовля — 15,8 %.